# Grumbtsche Villa

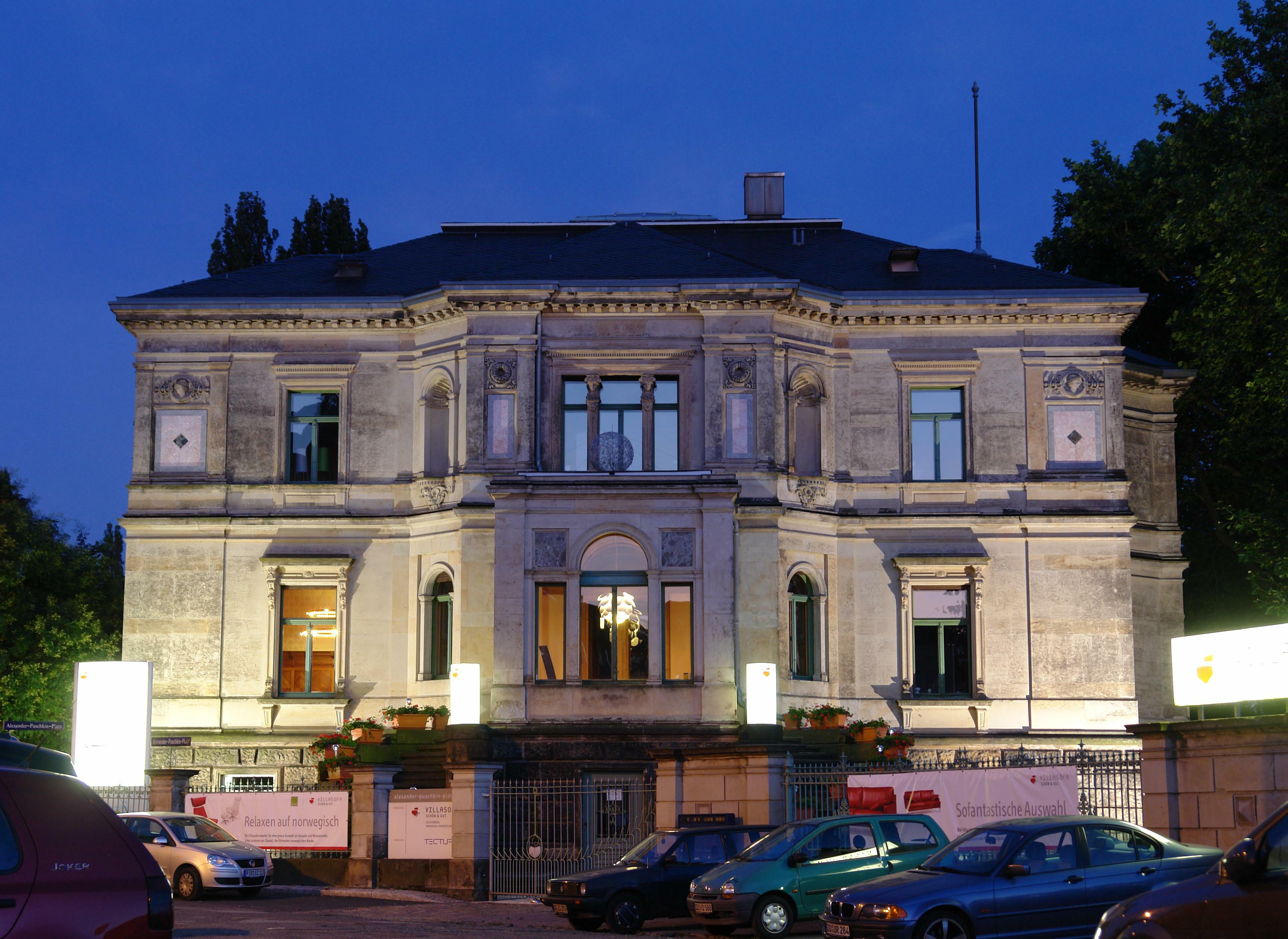
Villa Grumbt, Ansicht von Nord-Westen

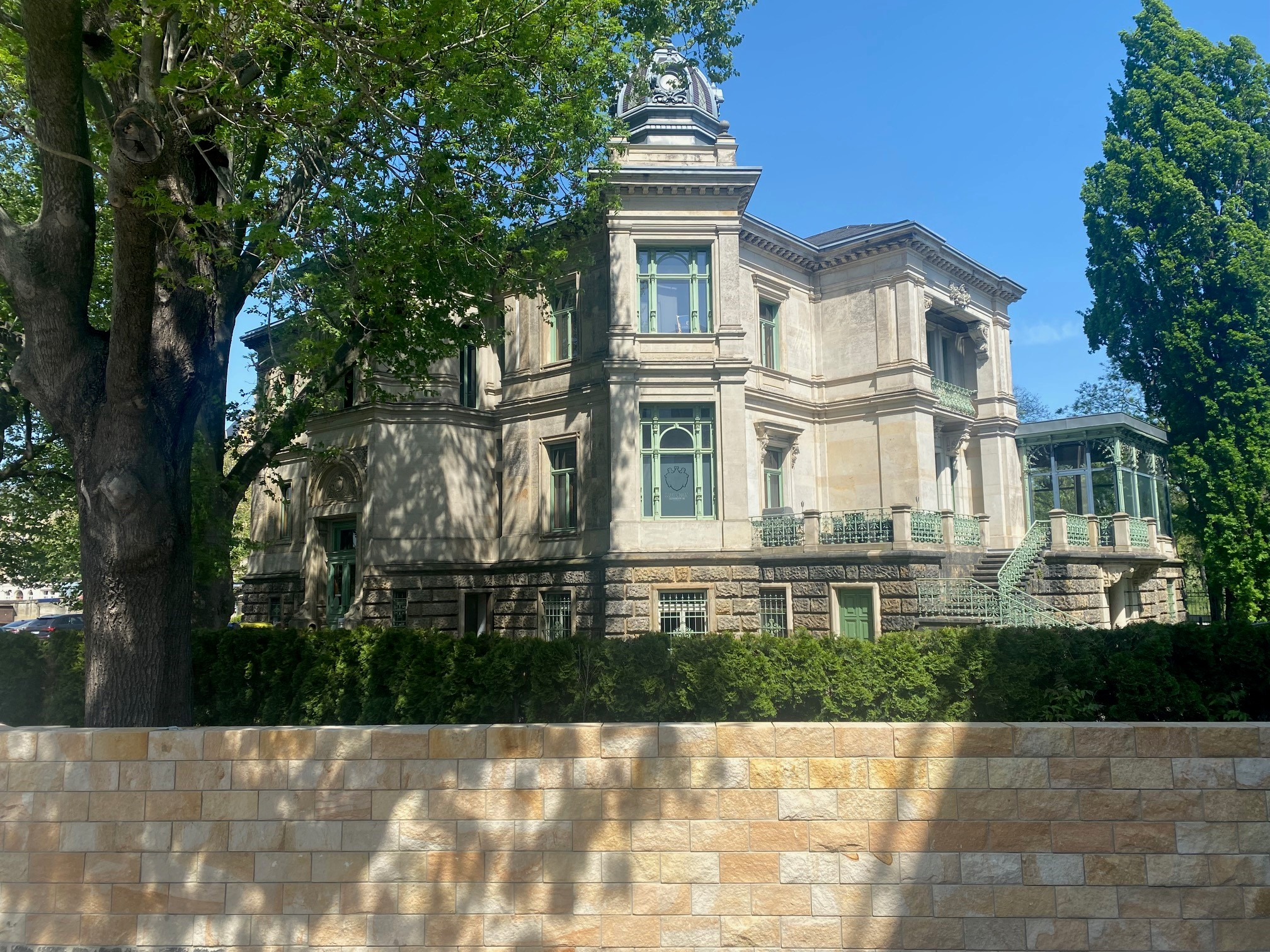
Südwestansicht der Villa

Die unter Denkmalschutz stehende Grumbtsche Villa ist eine repräsentative Villa im Stil der italienischen Neorenaissance im Dresdner Stadtteil Leipziger Vorstadt (Statistischer Stadtteil Pieschen-Süd), am Alexander-Puschkin-Platz 1. Sie wurde 1888 wahrscheinlich von einem Schüler Constantin Lipsius’ für den Kaufmann, Unternehmer und Reichstagsabgeordneten Carl Ernst Grumbt errichtet.

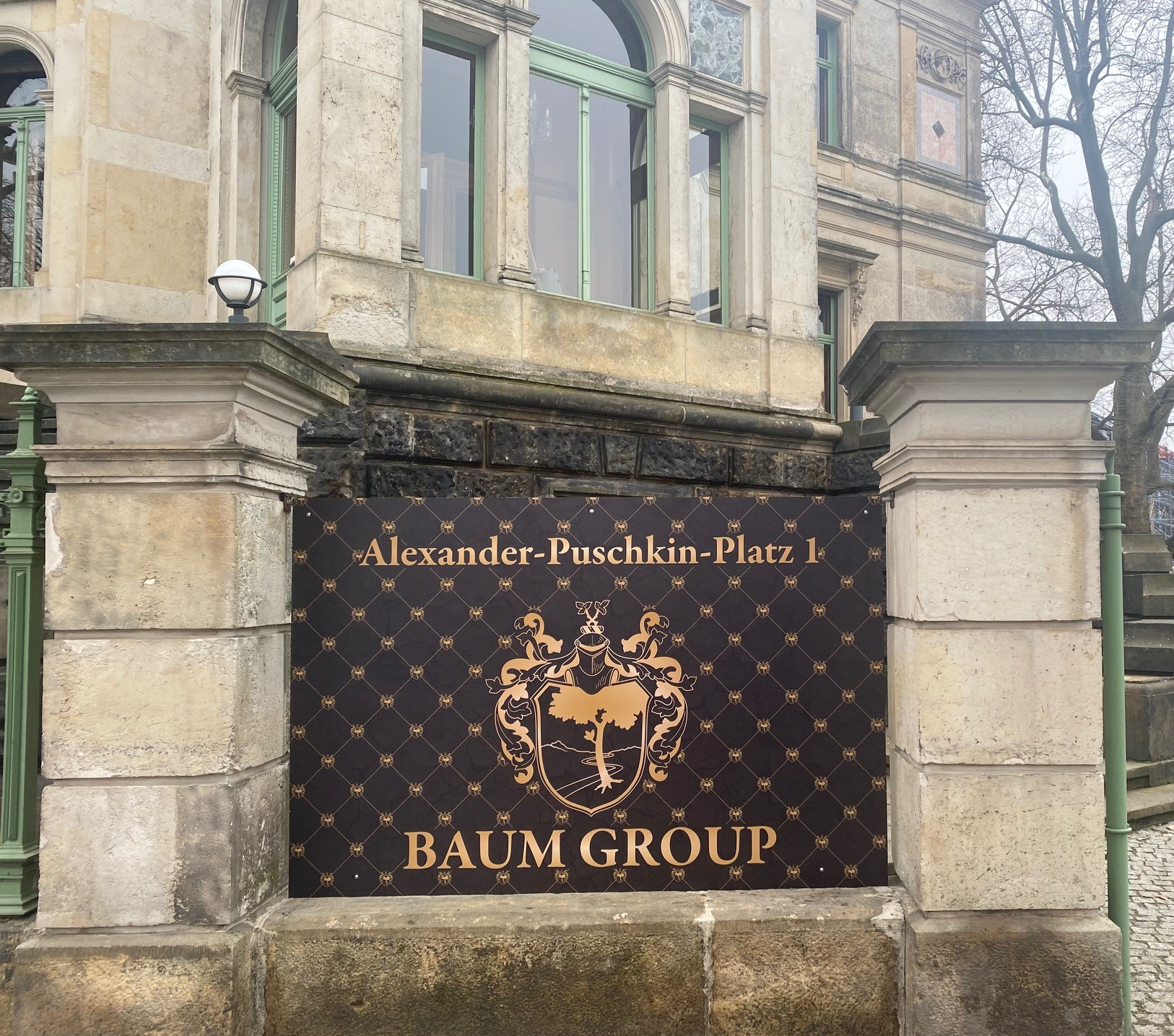
Eingangsbeschilderung

## Geschichte
Foto der Villa aus dem Jahr 1992

(Deutsche Fotothek, ohne Namensnennung)

Link zum Bild

In der bis dahin ländlichen Leipziger Vorstadt fanden zum Ende des 19. Jahrhunderts verschiedene Industrieansiedlungen statt. So zum Beispiel die Schiffswerft Schlick, der Neustädter Holzhof und 1869 das Dampfsägewerk von Carl Ernst Grumbt. Durch das gut laufende Geschäft mit Holz, welches auf dem Wasserweg aus Tschechien, Schweden sowie Russland kam und im Sägewerk zu Bauholz und Brettern verarbeitet wurde, konnte sich Grumbt 1888 die repräsentative, freistehende Villa errichten lassen. Die Unternehmerfamilie wohnte im Obergeschoss, unter dem Dach befanden sich Dienstbotenwohnungen. Im Erdgeschoss lagen die Geschäftsräume. Zeitweilig waren Räume auch an wohlhabende Persönlichkeiten vermietet.

Ansicht der Villa von vorn

Bis 1945 befand sich die Villa im Besitz der Familie Grumbt, nach Ende des Zweiten Weltkriegs ist ein Alfred Grumbt als Besitzer im Adressbuch eingetragen. Die Familie wurde bald danach enteignet und in der Villa wurden ein Offizierskasino der Sowjetischen Armee sowie eine Bibliothek eingerichtet. Diese umfasste in den 1970er Jahren etwa 9000 Bände und wird von Helga Schütz in ihrem autobiografischen Buch „Jette in Dresden“ beschrieben. Am 17. Mai 1949 wurde die Villa durch den damaligen Dresdner Oberbürgermeister Walter Weidauer als „Haus zum Studium der Sowjetkultur A. S. Puschkin“ an die Dresdner Ortsgruppe der Gesellschaft für Deutsch-Sowjetische Freundschaft übergeben. Die folgenden vier Jahrzehnte diente das Puschkinhaus als Kultur- und Begegnungszentrum. In dieser Zeit wurde auch der größte Umbau an der Villa vorgenommen: die Zwischenwände von drei Räumen im Obergeschoss wurden entfernt, damit der so entstandene Saal als Kino dienen konnte.

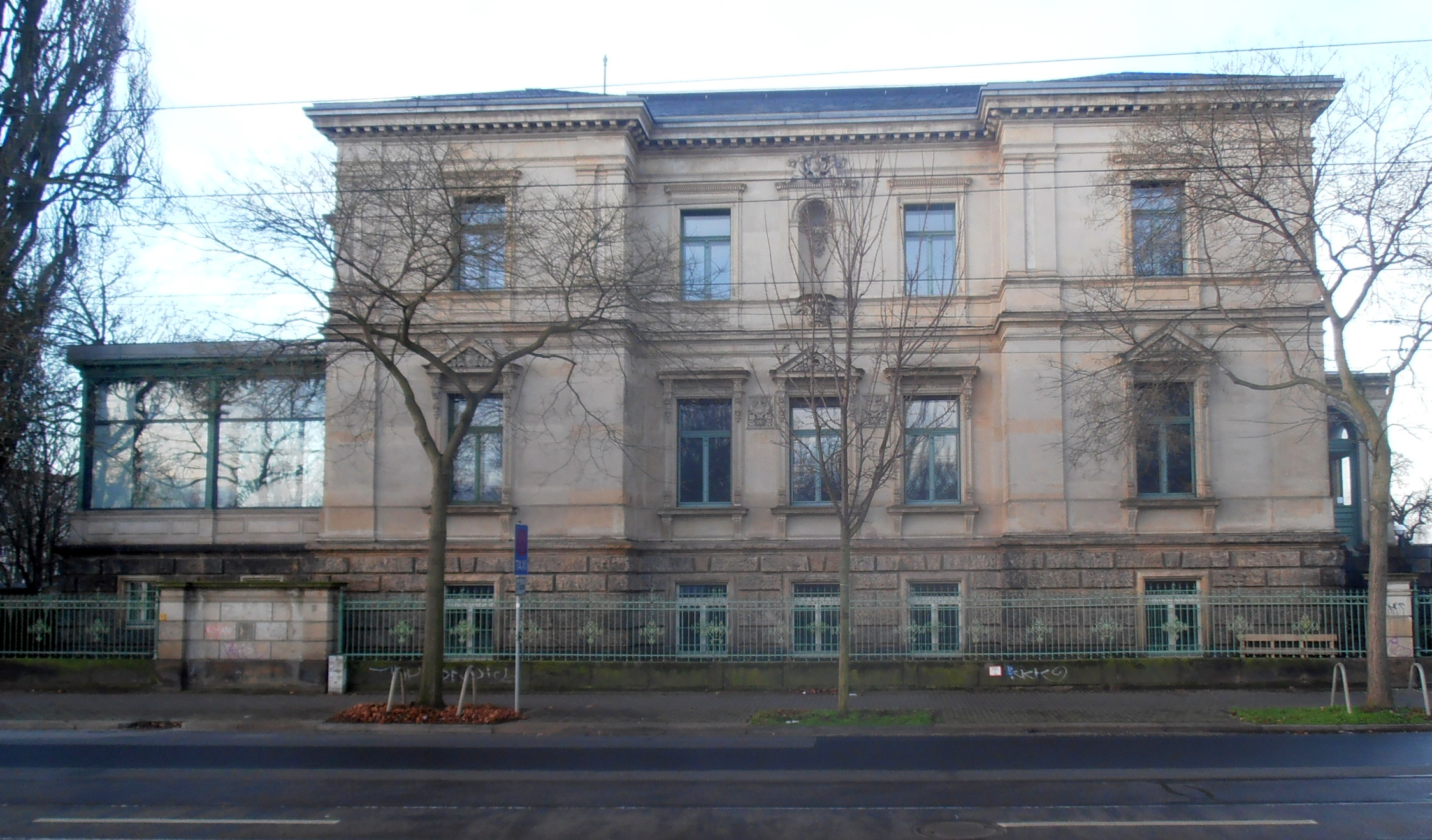
Villa Grumbt, Ansicht von Nord-Osten

Nach der Wende 1989/1990 wurde das Gebäude an die Erben der Familie Grumbt rückübertragen und 1994 an den oberschwäbischen Geschäftsmann Jörg Mussotter verkauft. Die von ihm beauftragten Restauratoren bezeichneten den Zustand des Hauses als „relativ gut“, es „war im Prinzip alles noch da“. Es hatte bis dahin einzelne Wassereinbrüche gegeben, einige Decken waren abgehängt worden und die Heizung funktionierte nicht mehr, „aber das Dach war in Ordnung“. Mussotter ließ die Villa für zwei Millionen Euro umfassend sanieren. Bis 2012 befand sich in der Villa ein Einrichtungshaus, das unter dem Namen Villa Sofa bekannt war. Im März 2013 erfolgte der Verkauf der Villa an die Baum Group. Beim Junihochwasser 2013 wurde das Souterrain überflutet, der drei Zentimeter starke Granitfußboden musste ausgetauscht werden. In der Beletage befindet sich das Family Office des Unternehmens Baum Group. Als Eigentümer setzt sich die Baum Group stets für einen gepflegten Zustand des historischen Objekts ein. Alle anderen Räumlichkeiten sind heute gewerblich vermietet. 

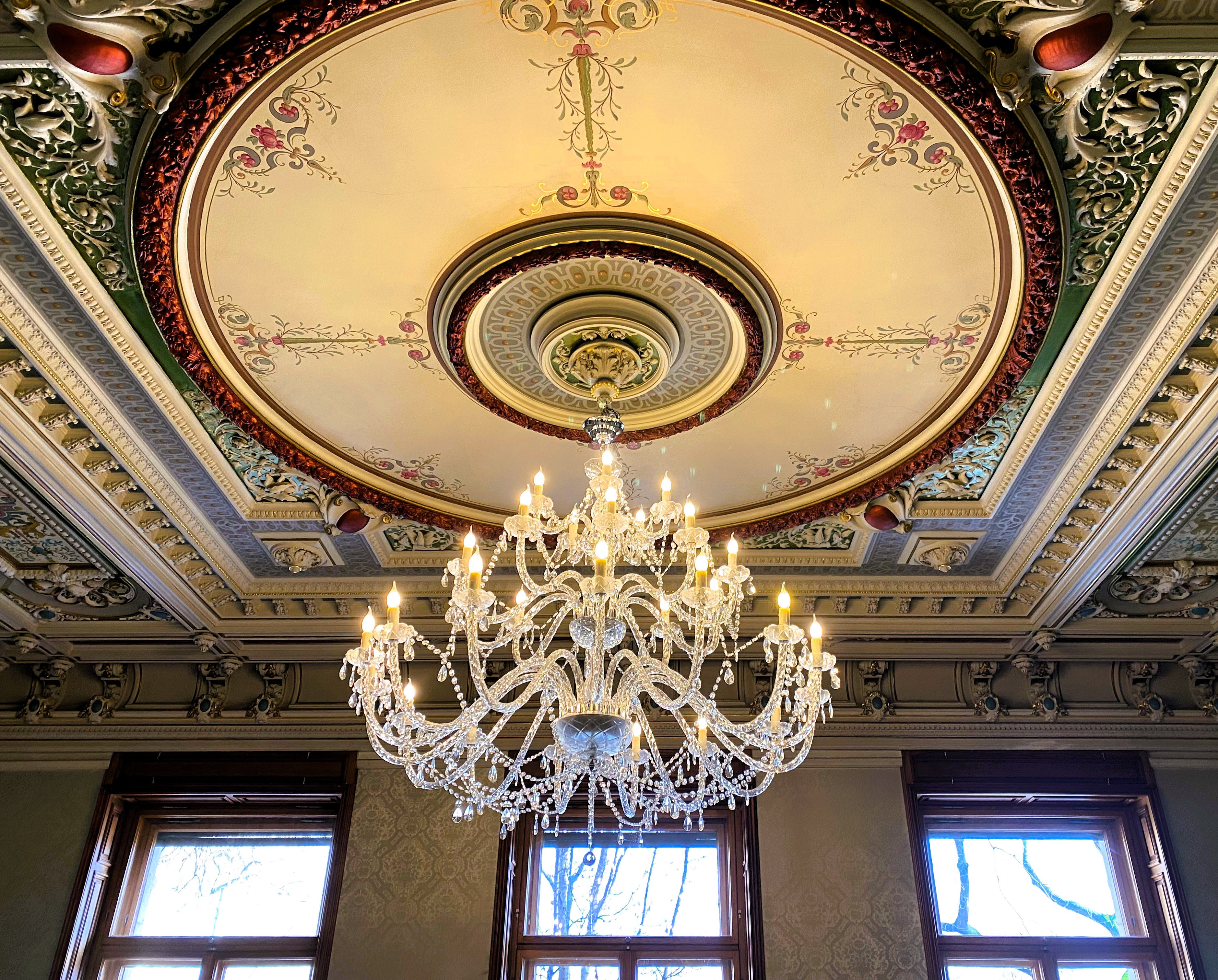
Verzierte Deckengestaltung in der Villa

## Beschreibung

### Außen
Der zweigeschossige, vom italienischen Renaissancestil inspirierte Bau steht auf einem bossierten Sandsteinsockel mit asymmetrischem Grundriss. Die gesamte Fassade ist aus Sandstein gearbeitet, aufgelockert durch einzelne Stuckmarmor-Inkrustationen. Der Treppenhausturm und die Balkone folgen vor allem den modernen Anforderungen des Besitzers; das Vorbild eines italienischen Palazzos findet sich höchstens in der Ornamentik und in der Form der dreiteiligen Fenster. Das Gebäude hat eine Größe von fünf zu drei symmetrischen Fensterachsen und ein flaches Walmdach.
An der straßenseitigen Front befinden sich kräftige zweiachsige Seitenrisalite. In der rechten Seitenansicht fallen Vorbauten mit doppelläufiger Freitreppe, Erker und exedrenartiger zweigeschossiger Umbauung der Mittelachsen auf. An der Rückseite der Villa befindet sich ein überkuppelter, übereck gestellter Erker. Die Geschossgliederung wird durch Gesimse und Pilasterarchitektur vorgenommen. Die kräftigen Fenstereinfassungen sind meist mit Flachgiebelverdachungen versehen.

### Innen

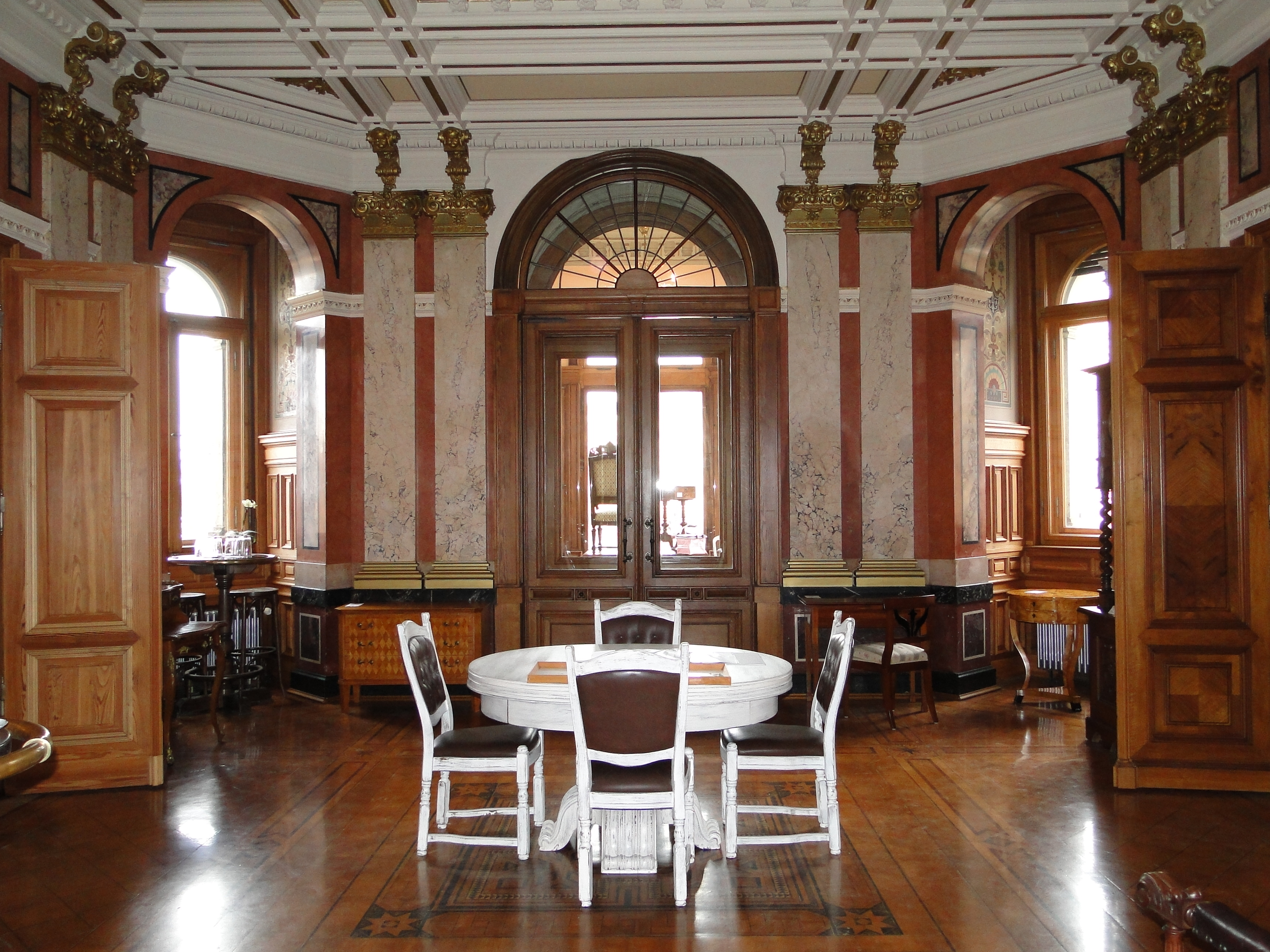
Eingangshalle

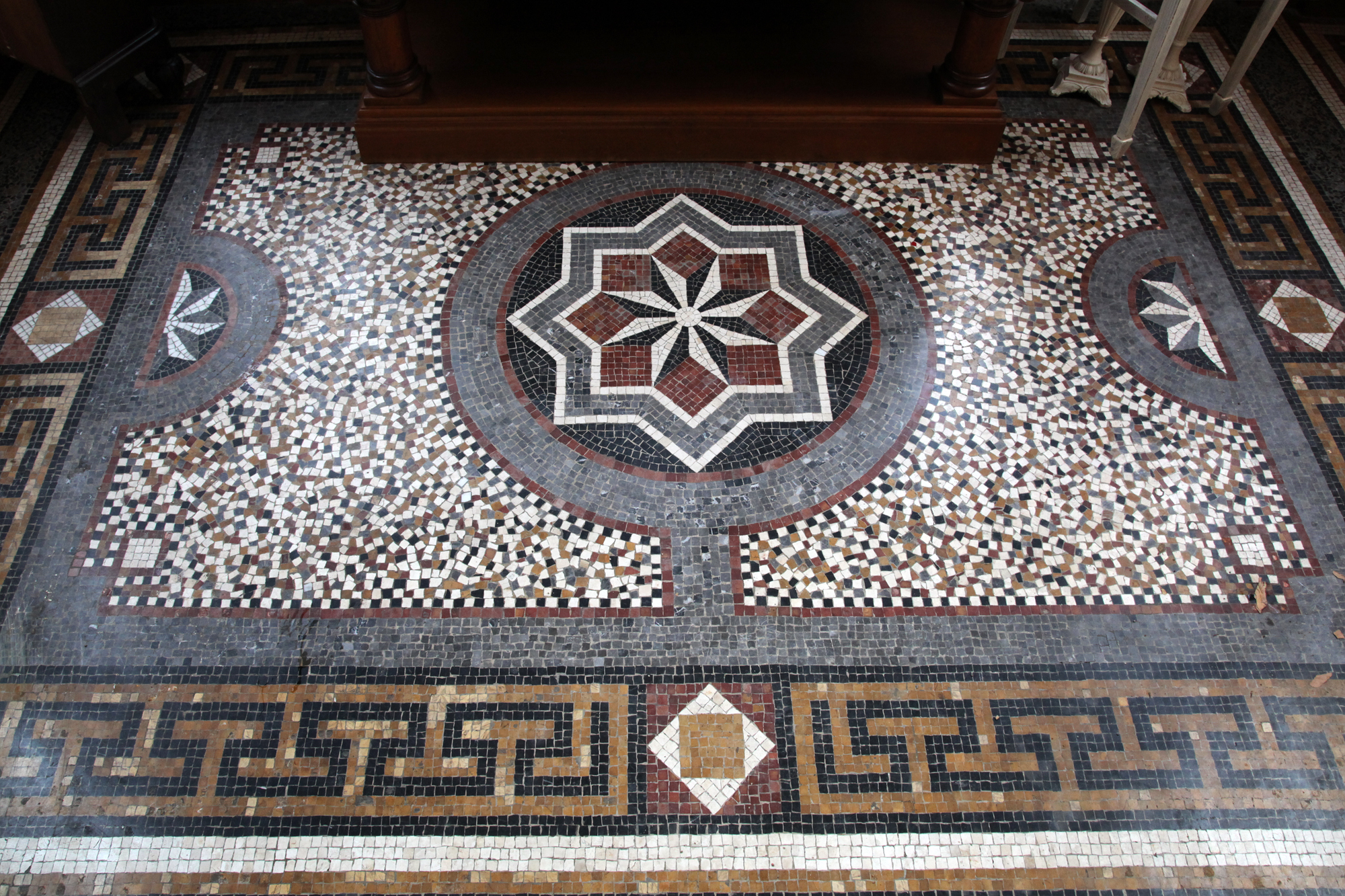
Fußbodenmosaik im Windfang

Erhalten haben sich im Inneren der Villa Deckenmalereien, Stuckdecken sowie Marmorwände aus der Erbauungszeit, kostbare Intarsien und originale Innenausmalungen. Letztere weisen Ähnlichkeiten zur Ornamentik der Semperoper auf, für welche sich Gottfried Semper von Wandbemalungen in Pompeji inspirieren ließ. Entsprechend Grumbts Profession als Holzhändler und -verarbeiter findet man im Haus holzkassettierte Decken- und Wandverkleidungen sowie ein Parkett, welches in jedem Raum ein anderes Muster aufweist, unterstützt von unterschiedlich dunklen Hölzern. Alle Türen im Haus sind holzsichtig gearbeitet, mit Eiche bzw. Nussbaum furniert, kassettiert, profiliert und teilweise mit aufwändigen Intarsien versehen. Die Schlösser und Beschläge der Türen und Fenster sind aus Messing gefertigt. Stulpen und Kantenriegel weisen häufig Ziselierungen auf.
Das aufwändig gestaltete Treppenhaus an der Südseite des Gebäudes ist mit zart gelblich schimmerndem Kunstmarmor ausgelegt. Die Wände sind vollständig mit hellem, leicht rötlichem Stuckmarmor verkleidet. Die Treppenstufen sind aus echtem schwarzen Granit.
An Ausstattungsgegenständen haben sich nur die festen Einbauten aus der Erbauungszeit erhalten. Dazu zählen übermannsgroße, reich verzierte Spiegel in der Eingangshalle und ein Kachelofen im nördlich angrenzenden Raum. Ob die Wände ursprünglich mit Tapeten oder Stoffbespannungen versehen waren lässt sich heute nicht mehr nachvollziehen. Im Wintergarten befindet sich ein Kachelbild mit Waldmotiv aus der Bauzeit der Villa. Die im Laufe der Zeit zerstörte Hälfte des Bildes wurde in den 1990er Jahren durch ein Gemälde ersetzt.
Im Eingangsbereich des Hauptgeschosses konnte 1997 ein zwölf Quadratmeter großes Fußbodenmosaik restauriert werden. Dieses war abgelaufen und beschädigt, viele Steine fehlten. Innerhalb von drei Wochen wurden 3000 neue Steine in das Marmormosaik eingesetzt. Die Kosten für die Sanierung beliefen sich auf 15.000 DM.

## Galerie

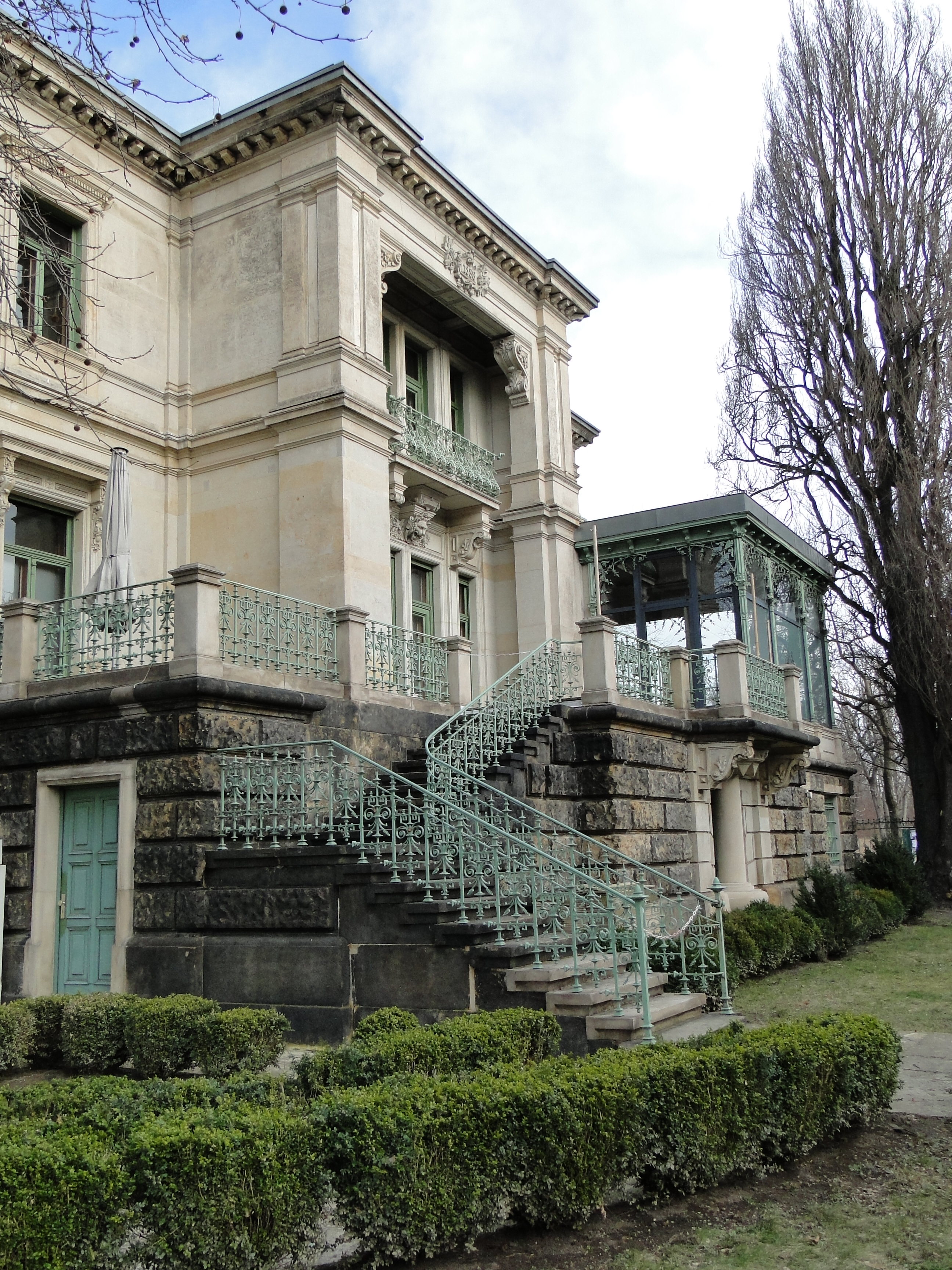
Südwestseite der Villa mit Wintergarten und Terrasse
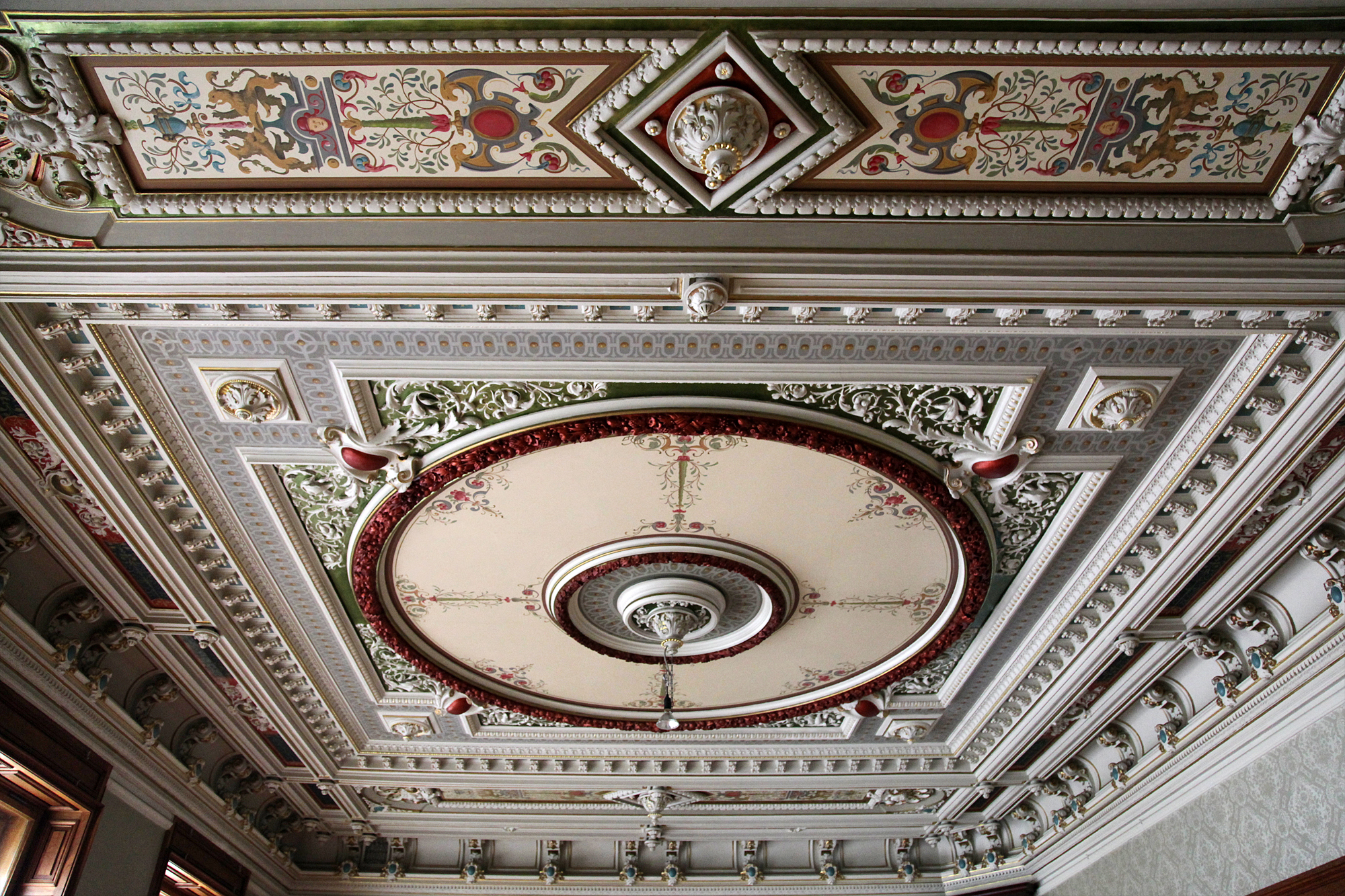
Stuckdecke
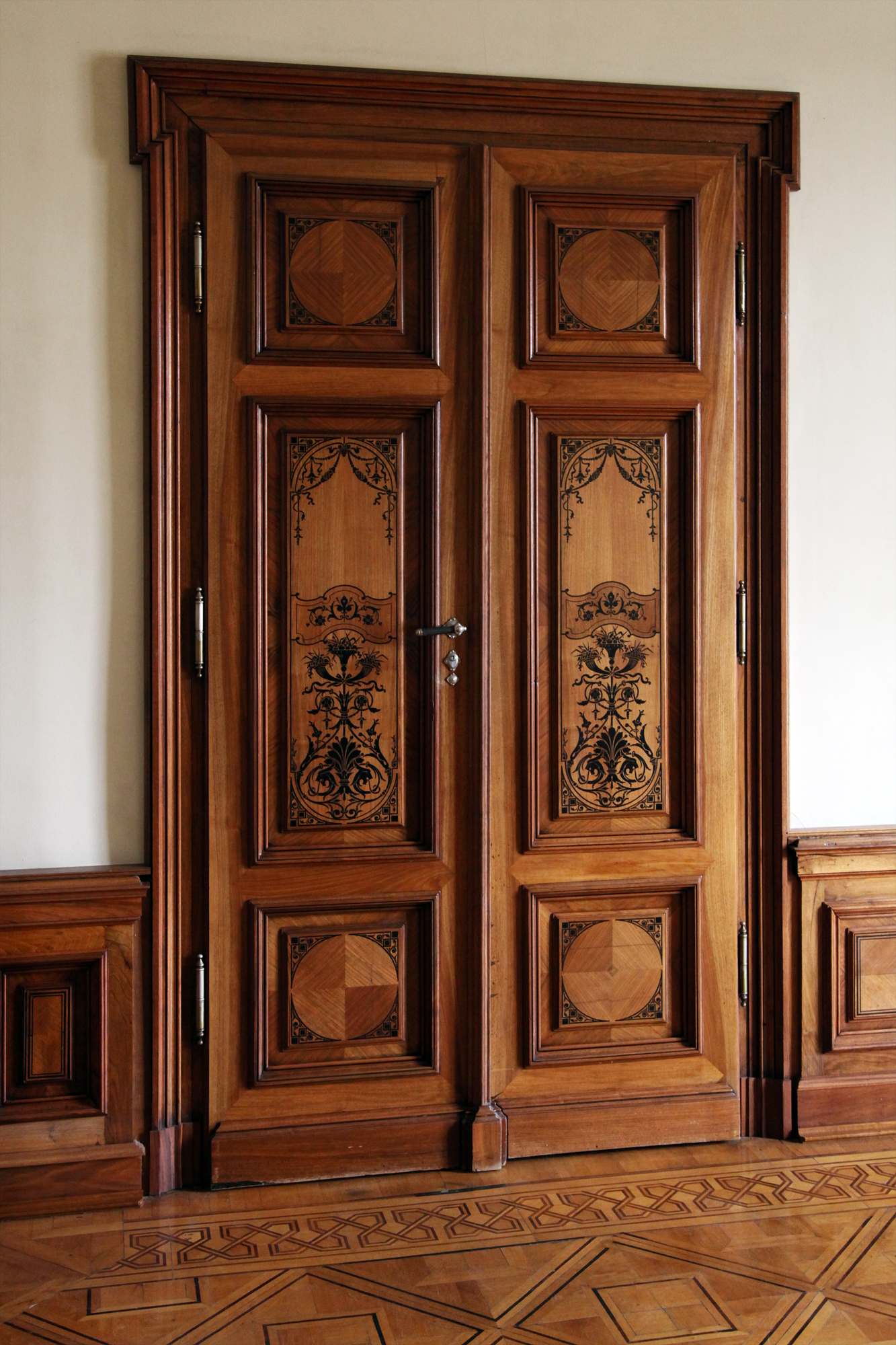
Verzierte Zimmertür und Intarsienparkett
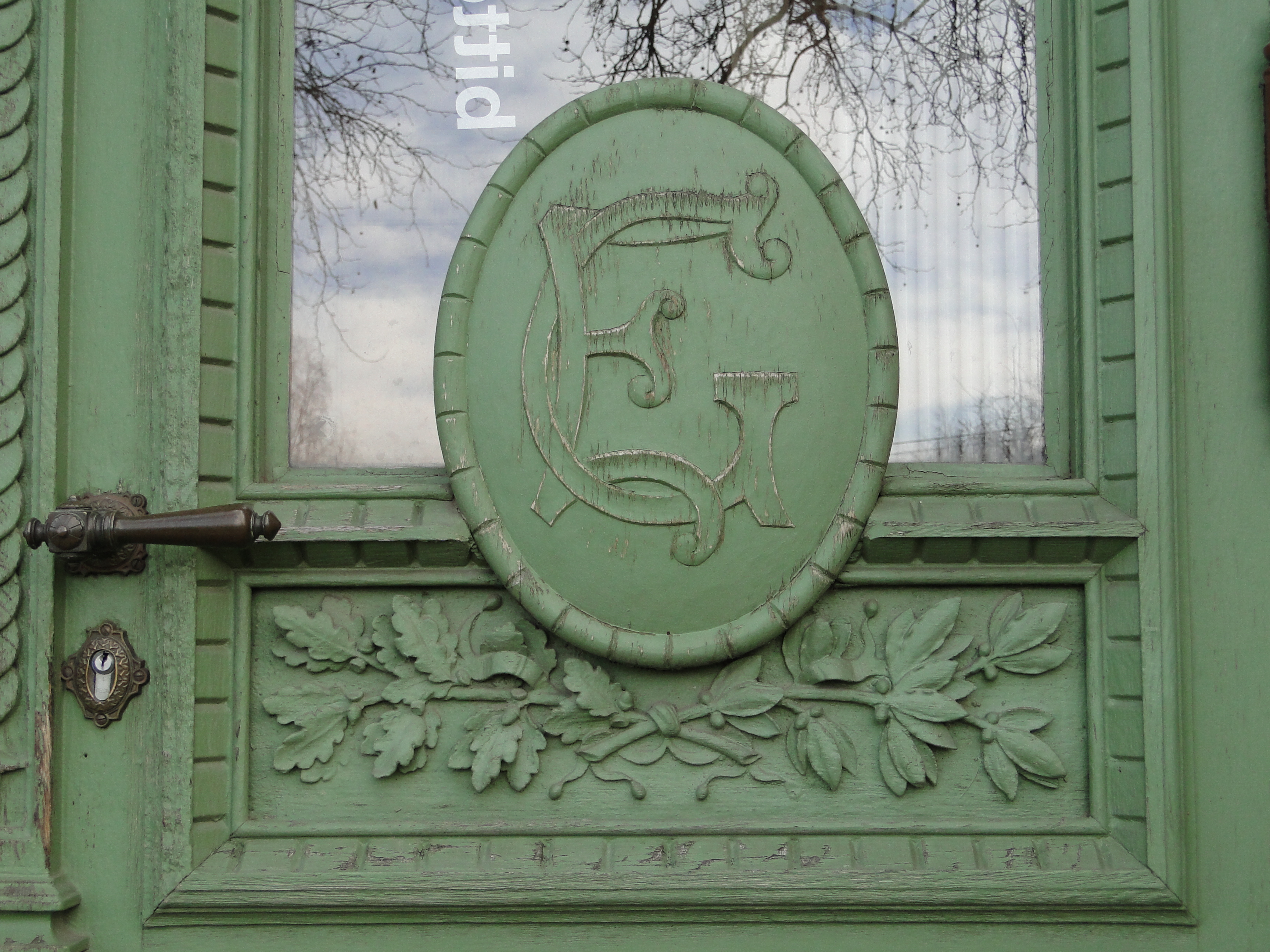
Initialen Carl Ernst Grumbts an der südwestlichen Eingangstür
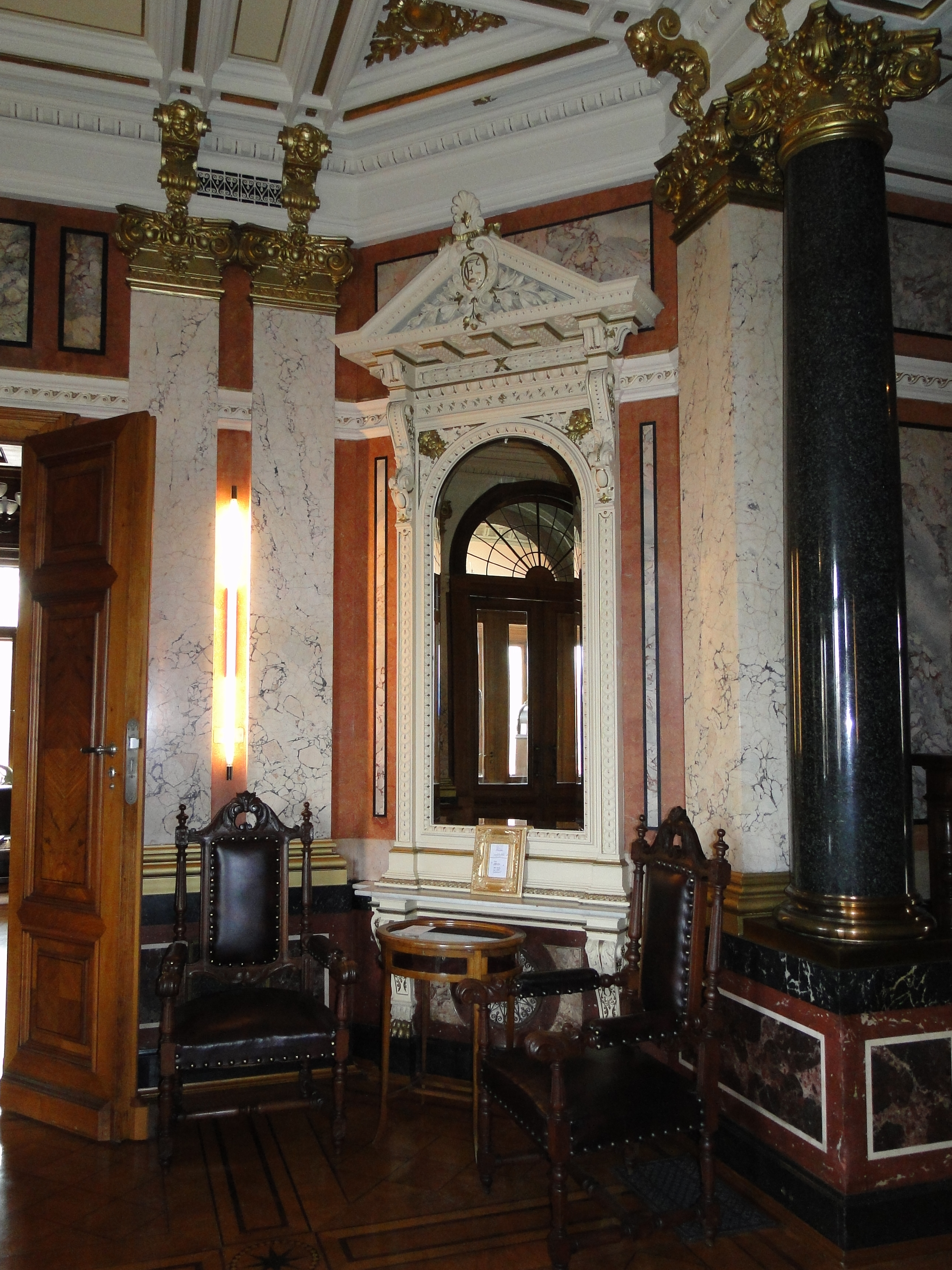
Spiegel in der Eingangshalle